# Sofia Corban

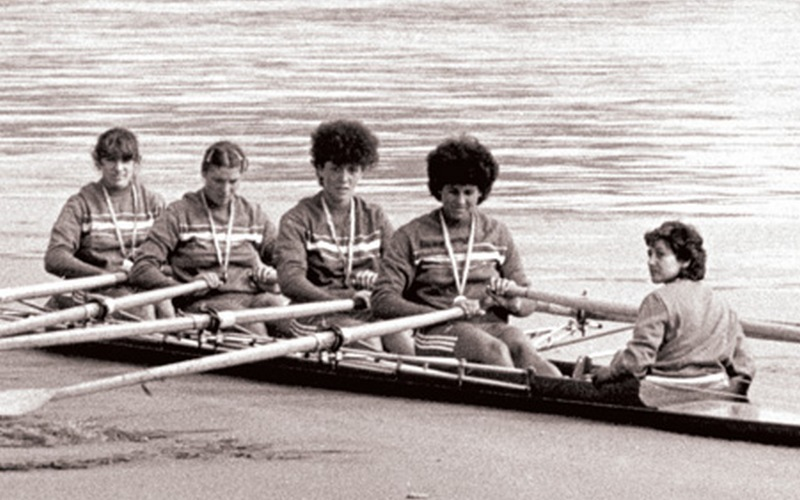
Echipa de canotaj 4+1 la JO 1984

Sofia Corban (născută Banovici; n. 1 august 1956, Drăgănești-Vlașca, România) este o canotoare română, laureată cu aur la Los Angeles 1984.

## Distincții
- Medalia „Meritul Sportiv” clasa I (15 aprilie 1981) „pentru rezultatele deosebite obținute la Jocurile olimpice de vară de la Moscova — 1980, precum și pentru contribuția adusă la dezvoltarea activității sportive și la creșterea prestigiului sportului românesc pe plan internațional”[4]
- Ordinul „Meritul Sportiv” clasa I (2004)[5]

## Legături externe
- Sofia Corban la Comitetul Olimpic și Sportiv Român (arhivat)
- en Sofia Corban la Olympedia.org